# Megaselia tomskensis
Megaselia tomskensis är en tvåvingeart som beskrevs av Nikolai Alexsandrovich Naumov 1992. Megaselia tomskensis ingår i släktet Megaselia och familjen puckelflugor. Inga underarter finns listade i Catalogue of Life.